# Heteropterna affinis
Heteropterna affinis är en tvåvingeart som beskrevs av Frederick Askew Skuse 1890. Heteropterna affinis ingår i släktet Heteropterna och familjen platthornsmyggor. Inga underarter finns listade i Catalogue of Life.